# Caryospora demansiae
Caryospora demansiae – gatunek pasożytniczych pierwotniaków należący do rodziny Eimeriidae z podtypu Apicomplexa, które kiedyś były klasyfikowane jako protista. Występuje jako pasożyt węży. C. demansiae cechuje się tym iż oocysta zawiera 1 sporocystę. Z kolei każda sporocysta zawiera 8 sporozoitów.
Obecność tego pasożyta stwierdzono u Demansia psammophis należącego do rodziny zdradnicowatych (Elapidae).

## Sporulowana oocysta
Jest kształtu jajowatego, posiada 2 bezbarwne ściany o łącznej grubości 0,6 μm. Oocysta posiada następujące rozmiary: długość 16 – 27 μm, szerokość 14 – 27 μm. Brak mikropyli oraz wieczka biegunowego. Występuje ciałko biegunowe.

## Sporulowana sporocysta i sporozoity
Sporocysty kształtu owoidalnego o długości 11,1 – 15,6 μm, szerokości 8,3 – 12,8 μm. Występuje ciałko Stieda oraz substieda body (SBB). Brak parastieda body (PSB).